# Dennis Sandin
Dennis Sandin, född 3 december 1974 i Malmö, är en svensk regissör och skådespelare.

## Biografi
Sandin utbildades vid Teaterhögskolan i Malmö 1994-1998. Därefter har han varit engagerad vid Riksteatern, Teater 23, Helsingborgs stadsteater och Angereds teater. Mellan 2003 och 2007 var han en av de drivande krafterna bakom Teater Terrier i Malmö. Hans uppsättning av Anders Carlssons Checkpoint på Teater Terrier vann Nöjesguidens Malmö-Lundapris 2004. Han samarbetar ofta med dramatikern Dennis Magnusson.
Han är gift med skådespelaren Petra Brylander med vilken han har två barn.

## Teater

### Roller
| År   | Roll      | Produktion                                                          | Regi             | Teater                            |
| ---- | --------- | ------------------------------------------------------------------- | ---------------- | --------------------------------- |
| 1993 | Munk      | Mäster Olof August Strindberg                                       | Mathias Lafolie  | Storkyrkan                        |
| 1994 |           | Noshörningen (Le rhinocéros) Eugène Ionesco                         | Jan Zetterlund   | Rosenlundsteatern                 |
| 1996 |           | Macbeth William Shakespeare                                         | Joachim Siegård  | Norrbottensteatern                |
| 1998 |           | Balladen om Marjan och Rolf Thomas Tidholm                          | Elisabeth Frick  | Unga Riks                         |
| 1999 | Leonce    | Leonce & Lena (Leonce und Lena) Georg Büchner                       | Thomas Lohmander | Svensk symbolistisk teater, Malmö |
| 2000 | Nasse     | Nasse hittar en stol Sven Nordqvist                                 | Jan Nielsen      | Helsingborgs stadsteater          |
| 2001 | Kurt      | Eldansikte (Feuergesicht) Marius von Mayenburg                      | Jenny Andreasson | Helsingborgs stadsteater          |
| 2001 |           | Tusen och en natt (هزار و یک شب, Hezār-o yek šab) Dominic Cooke(en) | Fadil Jaf        | Helsingborgs stadsteater          |
| 2002 | Karl Moor | Rövare (Die Räuber) Friedrich von Schiller                          | Johan Holmberg   | Angereds teater                   |
| 2003 |           | Hamlet William Shakespeare                                          | Cezaris          | Teater Terrier                    |
| 2007 |           | Takeaway till Eden                                                  |                  | Teater Terrier                    |

### Regi
| År   | Produktion                                                               | Upphovsmän                                                    | Teater                           |
| ---- | ------------------------------------------------------------------------ | ------------------------------------------------------------- | -------------------------------- |
| 2004 | Checkpoint                                                               | Anders Carlsson                                               | Teater Terrier                   |
| 2006 | Jag är här nu                                                            | Erik Olsson                                                   | Teater Terrier                   |
| 2006 | Karriär                                                                  | Torbjörn Flygt                                                | Malmö Dramatiska Teater          |
| 2006 | Drömmer om att dö (som en svensk med hög cred)                           | Dennis Magnusson                                              | Teater Terrier                   |
| 2008 | Jenny från Hörby                                                         | Dennis Magnusson                                              | Malmö Dramatiska Teater          |
| 2008 | Sitt still i båten Don’t Rock The Boat                                   | Robin Hawdon(en)                                              | Ystads Stående Teatersällskap    |
| 2008 | Zlatans leende                                                           | Dennis Magnusson                                              | Malmö stadsteater                |
| 2009 | 7:3. Återbesöket                                                         | Dennis Magnusson                                              | Uppsala stadsteater              |
| 2010 | Porslinsnegrer                                                           | Dennis Magnusson                                              | Månteatern                       |
| 2010 | Att döda ett tivoli Преступление и наказание, Prestuplenije i nakazanije | Fjodor Dostojevskij Dramatisering Dennis Magnusson            | Malmö stadsteater                |
| 2011 | Elake Måns                                                               | Dennis Magnusson fritt efter Gösta Knutssons böcker           | Uppsala stadsteater              |
| 2011 | Tolvskillingsoperan Die Dreigroschenoper                                 | Bertolt Brecht och Kurt Weill Översättning Jan Mark           | Uppsala stadsteater              |
| 2012 | Yarden                                                                   | Kristian Lundberg Dramatisering Anna Kölén                    | Malmö stadsteater                |
| 2012 | Den enfaldige mördaren                                                   | Hans Alfredson Dramatisering Dennis Magnusson                 | Helsingborgs stadsteater         |
| 2013 | Sommarnattens leende A Little Night Music                                | Stephen Sondheim och Hugh Wheeler Översättning Erik Fägerborn | Malmö Opera                      |
| 2013 | Tre systrar Три сeстры, Tri sestry                                       | Anton Tjechov Översättning Lars Kleberg                       | Uppsala stadsteater              |
| 2014 | Kikkiland                                                                | Dennis Magnusson                                              | Göteborgs stadsteater            |
| 2014 | Natten är dagens mor                                                     | Lars Norén Bearbetning Lucas Svensson och Dennis Sandin       | Göteborgs stadsteater            |
| 2014 | De sista trollen                                                         | Dennis Magnusson                                              | Malmö stadsteater                |
| 2015 | Partiledaren som klev in i kylan                                         | Daniel Suhonen Dramatisering Stina Oscarsson                  | Uppsala Stadsteater              |
| 2015 | Markurells i Wadköping                                                   | Hjalmar Bergman Dramatisering Dennis Magnusson                | Göteborgs stadsteater            |
| 2015 | Mio, min Mio                                                             | Astrid Lindgren Dramatisering Kristina Lugn                   | Helsingborgs stadsteater         |
| 2016 | Att göra en Tartuffe                                                     | Dennis Magnusson                                              | Uppsala stadsteater              |
| 2016 | Dylansällskapet                                                          | Dennis Magnusson                                              | Kulturhuset Stadsteatern         |
| 2017 | Svek Betrayal                                                            | Harold Pinter Översättning Anna Kölén                         | Malmö stadsteater                |
| 2017 | Lite lugn före stormen Ein bisschen Ruhe vor dem Sturm                   | Theresia Walser(de) Översättning Magnus Lindman               | Kulturhuset Stadsteatern         |
| 2017 | Fahrenheit 451                                                           | Ray Bradbury Dramatisering Lucia Cajchanova                   | Uppsala stadsteater              |
| 2018 | Körsbärsträdgården Вишнёвый сад, Visjnjovyj sad                          | Anton Tjechov                                                 | Smålands Musik och Teater        |
| 2018 | En vintersaga The Winter's Tale                                          | William Shakespeare Översättning Magnus Lindman               | Folkteatern, Göteborg            |
| 2019 | En handelsresandes död Death of a Salesman                               | Arthur Miller Översättning Sven Barthel                       | Malmö stadsteater                |
| 2020 | Måsen Чайка, Tjajka                                                      | Anton Tjechov Översättning Lars Kleberg                       | Uppsala stadsteater              |
| 2022 | Väninnan                                                                 | Eva Franchell Dramatisering Marie Persson Hedenius            | Uppsala stadsteater/ Riksteatern |
| 2022 | Gränser                                                                  | Henry Naylor                                                  | Playhouse Teater                 |
| 2024 | Pelle Svanslös                                                           | Gösta Knutsson Dramatisering Anneli Mäkelä                    | Uppsala stadsteater              |